# William Steele (1819-1885)
Pour les articles homonymes, voir Steele.
William Steele (1er mai 1819 – 12 janvier 1885) est un officier de carrière dans l'armée des États-Unis qui a servi avec distinction pendant la guerre américano-mexicaine. Plus tard, il sert en tant que  général confédéré au cours de la guerre de Sécession.

## Avant la guerre
Steele naît à Albany, New York ; sa mère est originaire de la Floride et son père originaire de la Nouvelle-Angleterre. Il va à l'académie militaire américaine à West Point en 1836, diplômé quatre ans plus tard, trente-et-unième sur 42 cadets. Il est breveté second lieutenant dans le 2nd U.S. Dragoons le 1er juillet 1840.
Steele sert à l'école pratique de cavalerie aux Carlisle Barracks en Pennsylvanie dans les années 1840 et 1841, au cours de laquelle il est promu second lieutenant le 2 février 1841. Il participe aux guerres Séminoles en Floride en 1841 et 1842, engagé lors de deux escarmouches. Steele et le 2nd Dragoons sont en service sur la frontière à fort Jesup en Louisiane de 1842 à 1844, puis en garnison aux Jefferson Barracks au Missouri en 1844 et 1845.

### Guerre américano-mexicaine
Le 2nd Dragoons fait partie de l'occupation militaire du Texas en 1845 et 1846, juste avant le début de la guerre américano-mexicaine. Steele combat lors de la bataille de Palo Alto, le 8 mai 1846, après quoi, il est promu premier lieutenant dans le 2nd Dragoons, le 9 mai.
Sa compagnie fait partie des quatre compagnies du 2nd Dragoons qui accompagne le général Zachary Taylor lors de sa marche su Monterrey. Steele est adjoint au quartier maître par intérim.
Il participe alors à une action lors de la bataille de Monterrey en septembre de la même année, au siège de Veracruz en mars 1847, et la bataille de Cerro Gordo en avril. Steele combat ensuite lors de la bataille de Contreras et de la bataille de Churubusco le 20 août, et de la bataille de Molino del Rey en septembre de la même année. Steele obtient un brevet de capitaine pour bravoure et conduite méritoire lors des batailles de Contreras et de Churubusco, en date du 20 août 1847.

### Service de garnison
Lorsque la guerre avec le Mexique se termine, Steele est adjoint à l'adjudant-général de la brigade de cavalerie en 1847 et 1848. Il est également l'adjudant du 2nd Dragoons du 20 décembre 1847 au 10 avril 1849, pendant que le 2nd Dragoons est en service de garnison à East Pascagoula, Mississippi , en 1848. Steele sert ensuite au service de recrutement en 1848 et 1849, et sur la frontière avec le 2nd Dragoons à plusieurs endroits dans le Texas. Parmi ces affectations, il stationne à Fredericksburg en 1849 et 1850, à fort Martin Scott, à Austin en 1850, et à fort Lincoln en 1850 et 1851. Steele et le 2nd Dragoons retournent au fort Martin Scott et, plus tard, retournent au fort Lincoln, en 1851, et Steele sert comme quartier-maître à Austin en 1851 et 1852, et il est promu capitaine le 10 novembre 1851. En raison de ses plusieurs affectations au Texas, il épouse une femme du Texas en 1850.
Steele et le 2nd Dragoons stationnent au fort Conrad dans le territoire du Nouveau-Mexique de 1852 à 1853, et est en service de reconnaissance en 1853, pendant lequel Steele combat contre les Apaches lors d'une escarmouche près de fort Conrad le 28 juillet 1853. Il sert ensuite au fort Craig dans le territoire du Nouveau-Mexique en 1854 et à fort Leavenworth , dans le Kansas, à partir de 1854 à 1855. Steele participe à l'expédition contre les Sioux en 1855, au cours de laquelle il combat près de Blue Water, le 3 septembre 1855. Il retourne à fort Leavenworth en 1855 et 1856, et puis, est au fort Randall dans le territoire du Dakota de 1856 à 1857. Un autre séjour à Fort Leavenworth suit en 1857 et 1858, puis en garnison à St. Louis, dans le Missouri, en 1858. Steele est en congé de maladie de 1858 à 1859, et en service sur la frontière à fort Kearny dans le territoire du Nebraska de 1859 à 1860. Steele fait partie de l'expédition contre les Kiowas et les Comanches en 1860, puis stationne une fois à fort Scott, Kansas de 1860 jusqu'au début de 1861.

## Guerre de Sécession
Le 30 mai 1861, Steele démissionne de ca commission de l'armée américaine et part au Texas. Choisissant de suivre la Confédération esclavagiste et son État d'adoption, il entre dans l'armée des États confédérés en tant que colonel du 7th Texas Cavalry, le 29 octobre. Le 7th Texas Cavalry est le dernier régiment organisé de la brigade de Sibley.
Sa première affectation est à la tête des forces confédérées à Mesilla au cours du campagne du Nouveau-Mexique. Steele est promu brigadier général le 12 septembre 1862, puis l'année suivante est envoyé sur le théâtre occidental.
Il commande le district confédéré du territoire Indien, dépendant du bureau des affaires indiennes des États confédérés, au sein du département du trans-Mississippi du lieutenant général Edmund Kirby Smith du 8 janvier au 11 décembre 1863. Il commande également l'arrière-garde de la force confédérée à la bataille de Perryville, où les confédérés sont vaincus en août 1863.
Steele commande sous-district oriental du district du Texas, du Nouveau Mexique et de l'Arizona du département à partir du 18 mars 1864. Il participe à la campagne de la Red River au printemps, et est salué pour sa performance lors de la bataille de Pleasant Hill, le 9 avril. Après la mort de Tom Green à la bataille de Blair's Landing, il prend le commandement de la division de cavalerie de Green.
Il la mène brièvement jusqu'au 26 mai 1865, le jour où le général Smith se rend avec le département. Steele est libéré sur parole le 4 août à San Antonio, au Texas.

## Après la guerre
Après la guerre, Steele retourne au Texas et est devenu un négociant-commissionnaire de coton de 1866 à 1873. Il s'installe à Austin en 1873 et est alors adjudant général de l'État du Texas jusqu'à sa mort au début de 1885. Il meurt à San Antonio, au Texas, à l'âge de 65 ans, et est enterré dans le cimetière d'Oakwood à Austin.